# Klaus Reese
Klaus Reese (* 17. März 1903 in Düsseldorf; † 20. April 1945) war ein deutscher Architekt.

## Leben
Klaus Reese studierte erst in München, danach an der Technischen Hochschule Aachen. Das Studium schloss er mit dem akademischen Grad eines Diplom-Ingenieurs ab. Um 1933 machte er sich selbstständig, vermutlich in Ateliergemeinschaft mit dem Architekten Heinz Thoma. 1936 hatte er sein Atelier auf der Wildenbruchstraße 78 in Düsseldorf-Oberkassel.
Für die Reichsausstellung Schaffendes Volk entwarf Reese die Halle „Bauwesen“, in welcher Leistungen der deutschen Bauwirtschaft präsentiert wurden. Ein Teil der Siedlungspläne der Reichsausstellung Schaffendes Volk war die Schlageter-Siedlung, die heutige Golzheimer Siedlung im Düsseldorfer Ortsteil Golzheim. Das städtebauliche Gesamtkonzept, das aus Parks und Grünachsen (ein Teil davon ist der heutige Nordpark), aus einem großzügigen Ausbau von Straßen (insbesondere der Kaiserswerther Straße als Magistrale) und aus Mustersiedlungen bestand, nannten die Stadt und die Gauleitung Düsseldorf Schlageterstadt, nach dem nationalsozialistischen Aktivisten Albert Leo Schlageter, der am 26. Mai 1923 auf der Golzheimer Heide hingerichtet worden war. Der Hinrichtungsplatz, am Rand des Düsseldorfer Nordfriedhofs gelegen, wurde als nationalsozialistische Kultstätte ausgebaut und in die Planungen einbezogen. Zum Gesamtkonzept, dessen Siedlungspläne nur teilweise verwirklicht wurden, gehörte auch eine Künstlersiedlung an der heutigen Franz-Jürgens-Straße. Diese sollte durch einen dörflich geprägten Charakter den Richtlinien des Gauheimstättenamtes und somit den städtebaulich-architektonischen Leitbildern des Nationalsozialismus entsprechen. In der Künstlersiedlung am Südende der Schlageter-Siedlung konnten die Bauherren im Rahmen der von der Oberleitung überwachten Richtlinien ihre Architekten frei wählen. Dort baute Klaus Reese einige Privathäuser, außerdem in Büderich und Neuss.
1937 wurde Reese mit dem Bau des HJ-Heims beauftragt, welches heute das Verwaltungsgebäude der Stadt Meerbusch am Dr.-Franz-Schütz-Platz ist. Die Gemeinden waren per Gesetz verpflichtet, im Rahmen eines HJ-Heimbau-Programms Grundstücke für den Bau eines Heimes zur Verfügung zu stellen und für die Bau- und Unterhaltungskosten aufzukommen. Der HJ-Kreisleiter teilte der Gemeinde einen Architekten zu, der in Planung und Ausführung an die Vorgaben des Arbeitsausschusses der Reichsjugendführung der NSDAP gebunden war. 1936 wurde das Grundstück an der Dorfstraße, damals die Adolf-Hitler-Straße, von der Gemeinde gekauft und der Architekt Klaus Reese mit dem Bau des Heims beauftragt, welches dann 1938 eingeweiht wurde. 1939 erhielt das langgestreckte Backsteingebäude die Bezeichnung „Hermann-Göring-Heim“.
1939 wurde Reese als Landesleiter der Reichskammer der bildenden Künste eingesetzt und während des Zweiten Weltkriegs mit Planungen Deutscher Schulen in Ungarn beauftragt. Kurz vor Kriegsende fiel Klaus Reese; seit dem 20. April 1945 wurde er vermisst.

## Häuser in derSchlageterstadt1937

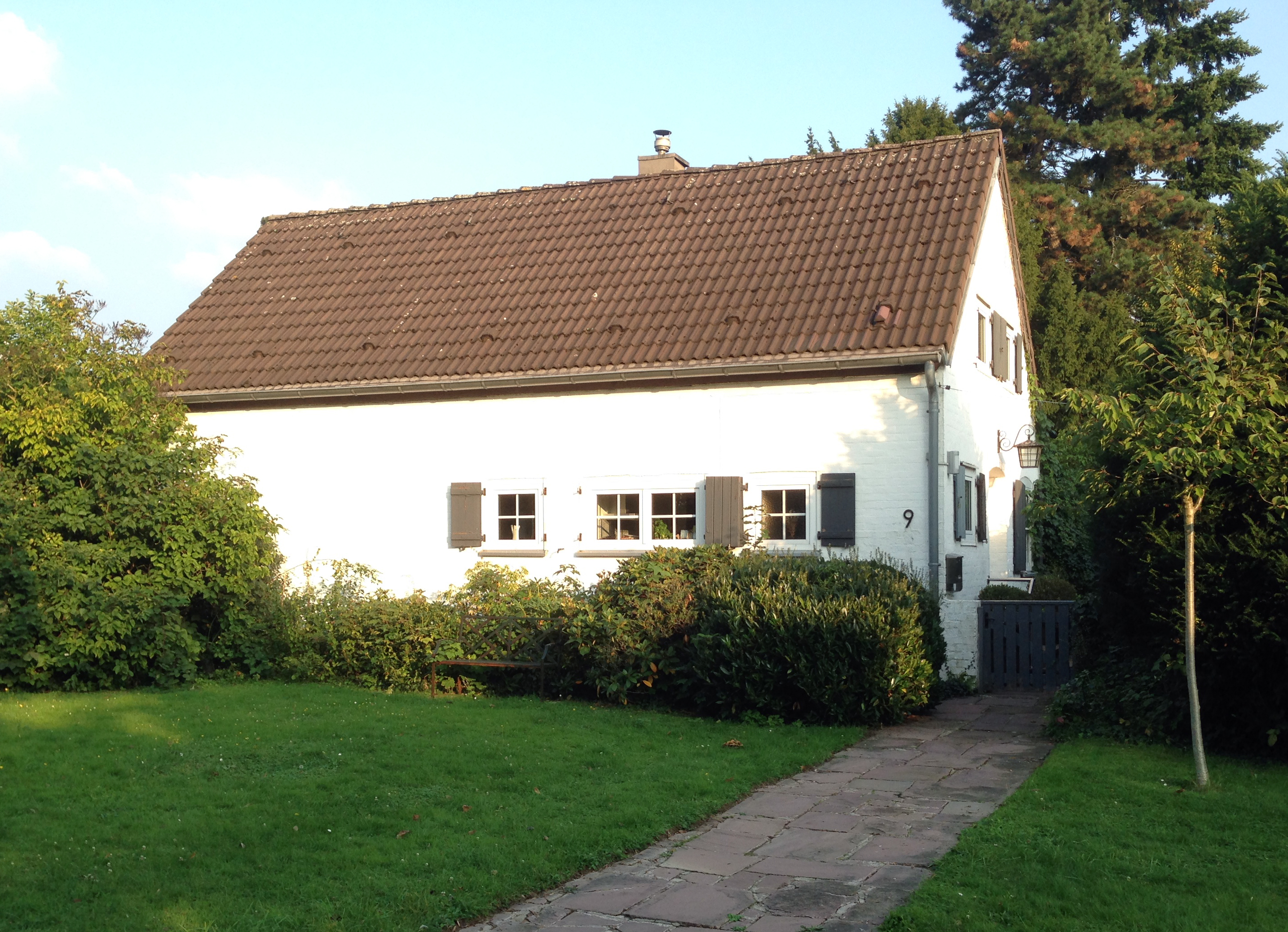
Haus Franz-Jürgens-Straße 9

- Künstlerhaus für den Gartenarchitekten Walter Meusel (Bauherr war die Stadt Düsseldorf), Franz-Jürgens-Straße 9 (1936: Sodenstraße; 1937 bis 1945: Ernst-Schwarz-Straße)[11]
- Privathaus des Clemens Thorne, Erwin-von-Witzleben-Straße Nr. 17 (1936: Peters-Straße; von 1937 bis 1945: Houston-Stewart-Chamberlain-Straße)
- Privathaus des Chemikers (und ehemaligen Marineoffiziers sowie Praktikanten von Richard Willstätter[12]) Helmut Firgau (* 1894; † 7. Juli 1962), Leo-Statz-Straße 6 (1936: Solfstraße; 1937 bis 1945: Hans-Eric-Rickmers-Straße)
- Privathaus der Agnes Kaulhausen, Leo-Statz-Straße 8
- Privathaus des Oberstudiendirektor Hans Ruelen, Leo-Statz-Straße 12